# 厚別川 (日高町・新冠町)
厚別川（あつべつがわ、あっぺつがわ）は、北海道日高振興局管内を流れ太平洋に注ぐ二級河川。厚別川水系の本流である。

## 地理
北海道日高振興局沙流郡日高町と沙流郡平取町および新冠郡新冠町との接点にあるリビラ山で源を発し、支流の比宇川と合流し厚賀付近の河口で太平洋に注ぐ。

## 名称の由来
アイヌ語に由来するが、道内各地の類似地名と同様に語義は、はっきりしていない。
後半の「別」は川を表す「ペッ（pet）」に由来するが、前半部のついては下記のような説が過去に記述されている。

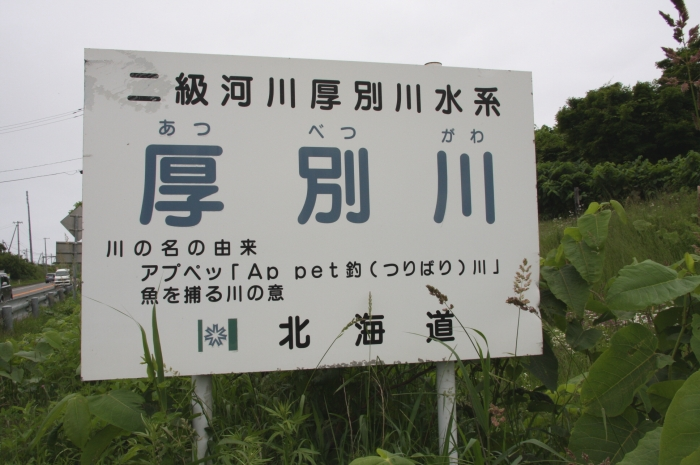
厚賀橋にある厚別川の河川標識

- 「アㇰぺ（akpe）」（わな）
- 「アㇷ゚（ap）」（釣り針）
- 「アッ（at）」（ごちゃごちゃいる）
- 「アッ（at）」（オヒョウニレの皮）
- 「アッ（at）」（モモンガ）

## 流域の自治体
北海道
日高振興局沙流郡日高町、新冠郡新冠町

## 支流
括弧内は流域の自治体
- 里平川（日高町、新冠町）
- 比宇川（日高町、新冠町）
- 受乞川（新冠町）

## 主な橋梁
- 静橋
- 茶良瀬橋 - 北海道道208号比宇厚賀停車場線
- ブケマ橋 - 北海道道208号比宇厚賀停車場線
- 東川大橋 - 北海道道1026号新冠平取線
- 赤無橋 - 北海道道208号比宇厚賀停車場線
- 厚賀橋 - 国道235号
- 厚別川橋梁 - JR日高本線